# Pseudoracelopus marginatus
Pseudoracelopus marginatus là một loài rêu trong họ Polytrichaceae. Loài này được (Mitt.) G.L. Sm. mô tả khoa học đầu tiên năm 1969.